# Mintonia breviramis
Mintonia breviramis là một loài nhện trong họ Salticidae.
Loài này thuộc chi Mintonia. Mintonia breviramis được Fred R. Wanless miêu tả năm 1984.